# Bridlington Town AFC
Bridlington Town AFC är en engelsk fotbollsklubb i Bridlington, grundad 1918.
Klubben spelar i Northern Counties East League Premier Division.